# Birdland (Hamburg)
Das Birdland ist ein Hamburger Jazzclub. Der Kellerclub befindet sich im Stadtteil Hoheluft-West an der Gärtnerstraße. Er fasst 150 Gäste bei etwa 110 Sitzplätzen.
Der Club wurde 1985 von Dieter Reichert (≈1939–2024) im Keller des mit seiner Familie bewohnten Hauses eröffnet. Unterstützt wurde er vom Förderverein Jazz Federation Hamburg e.V., der als Veranstalter der Musik-Events fungierte und dessen Mitglieder freien Eintritt zu den Veranstaltungen hatten.
Auf dem Programm des Birdland standen Swing, Mainstream, Bebop, Latin und Modern Jazz. Gespielt wurde ausschließlich Live-Musik. Konzerte fanden mehrmals pro Woche statt. Einmal in der Woche richtete das Birdland eine Jamsession aus, bei der neben Anfängern und Musikstudenten auch bekannte Jazz-Stars mitspielten, wenn sie gerade auf Tour waren. Einmal im Monat gab es eine Vokal-Session.
Zu den Musikern, die im Birdland auftraten, zählen unter anderem Chet Baker, Johnny Griffin, Joe Henderson, Art Blakey, Ray Brown, Diana Krall, Tommy Flanagan, Brad Mehldau, Viktoria Tolstoy, Rebekka Bakken, sowie die Brüder Branford und Wynton Marsalis. Im Birdland fanden Mitschnitte von Auftritten für die Label ACT, Polonia und Nagel-Heyer Records statt, die auf Tonträgern veröffentlicht wurden.
Nachdem sich Dieter Reichert aus Altersgründen zurückgezogen hatte, schloss das Birdland zum 30. Juni 2013. Am 1. Oktober 2014 wurde es unter der Leitung von Dieter Reicherts Söhnen Wolff und Ralph Reichert wiedereröffnet. Es finden regelmäßig Jam-Sessions statt, zusätzlich werden Jazz-Konzerte und Singer/Songwriter-Abende veranstaltet.

## Aufnahmen
- Herb Ellis Trio Burnin’ –  Live at Birdland Hamburg 1998 (mit Hendrik Meurkens)
- Włodek Pawlik Live at Birdland (Polonia/Koch 1993, mit Richie Cole)
- Ken Peplowski & Jesper Thilo: Happy Together (Nagel-Heyer 2008)
- Ralph Reichert Quartett & Randy Sandke: Reflections (2007)
- Randy Reinhart/Jesper Thilo Sextet: For Basie (Nagel Heyer, 2004)
- Wolfgang Schlüter/Simon Nabatov/Charly Antolini Swing Kings (ACT 2001, aufgenommen am 19. September 1996)[9]
- Clark Terry: Herr Ober (Nagel Heyer, 2000)
- Jack Walrath & Ralph Reichert: Solidarity (ACT, 1996)